# 秋田市立大正寺小学校
秋田市立大正寺小学校（あきたしりつ だいしょうじしょうがっこう）は、秋田県秋田市雄和新波にあった公立小学校。学校区は、秋田市南部、おおむね、雄物川南岸地域であった。

## 概要
1874年創立の伝統校。大正寺おけさのふるさとである。2016年に秋田市立雄和小学校に統合された。
- 敷地面積：31,004m2
- 校舎面積：2,281m2
- 屋内運動場面積：866m2
- 屋外運動場面積:  m2

## 教育目標
- よく考え、良く生きる子どもの育成　～伝統に感謝し、今を見つめ、志高く～
  - やさしく→他人を思いやる心や感動する心をもつ子ども
  - かしこく→自ら学び、自分の考えを進んで表現する子ども
  - たくましく→心身ともに健康な体づくりをする子ども

## 沿革
以下、注釈の無い項目は学校の公式サイトの情報によるもの。
- 1874年　神ヶ村字陣笠に大正寺村立新波小学校を創立
- 1882年 新波小の分校として、中ノ沢、大橋、萱ケ沢（現自治会館）が開校
- 1897年　竹の花校舎落成、開校式挙行、大橋、萱ケ沢分校廃止
- 1910年　中ノ沢分校が現廃校地点に移築
- 1910年　寺沢に新校舎落成
- 1947年　大正寺村立大正寺小学校と改称、併せて敷地内に、大正寺村立大正寺中学校を設置
- 1956年　雄和村立大正寺小学校と改称
- 1959年　左手子児童、本校編入
- 1961年　 雄和村立中ノ沢小学校、独立開校、中ノ沢の児童数79名でピークに
- 1967年　スキー場完成
- 1970年　中ノ沢小学校のプールが完成
- 1972年　雄和町立大正寺小学校と改称
- 1978年 子ども自転車全国大会準優勝
- 1980年　中ノ沢小学校が閉校
- 1991年 子ども銀行、文部大臣日銀総裁表彰
- 1992年 子ども自転車県大会20連勝
- 1997年 東北ミニバス交歓大会出場
- 1998年  秋田県クラブ野球大会ベスト8
- 2005年　秋田市立大正寺小学校に改称
- 2007年　旧大正寺中学校校舎に移転（校舎大改修）
- 2009年　スクールバス運行中止
- 2010年　僻地指定解除、大正寺児童室開設
- 2012年　複式学級設置
- 2013年　国際教養大学と交流
- 2014年　環境教室を開き、ネパール留学生と交流
- 2016年　閉校

## 校歌
- 校歌のページ参照
- 松戸久治　作詞、藤原辰五郎　作曲

## スポーツ少年団
- 野球
- サッカー
- バスケットボール

## 主な進学先
- 秋田市立雄和中学校
  - 雄和町立大正寺中学校[3]

## 最寄駅
- 和田駅

## アクセス
- マイタウンバス　雄和Bコース　旧大正寺小学校前下車

## 著名出身者
- 初代浅野梅若 (民謡歌手)

## 学区内周辺

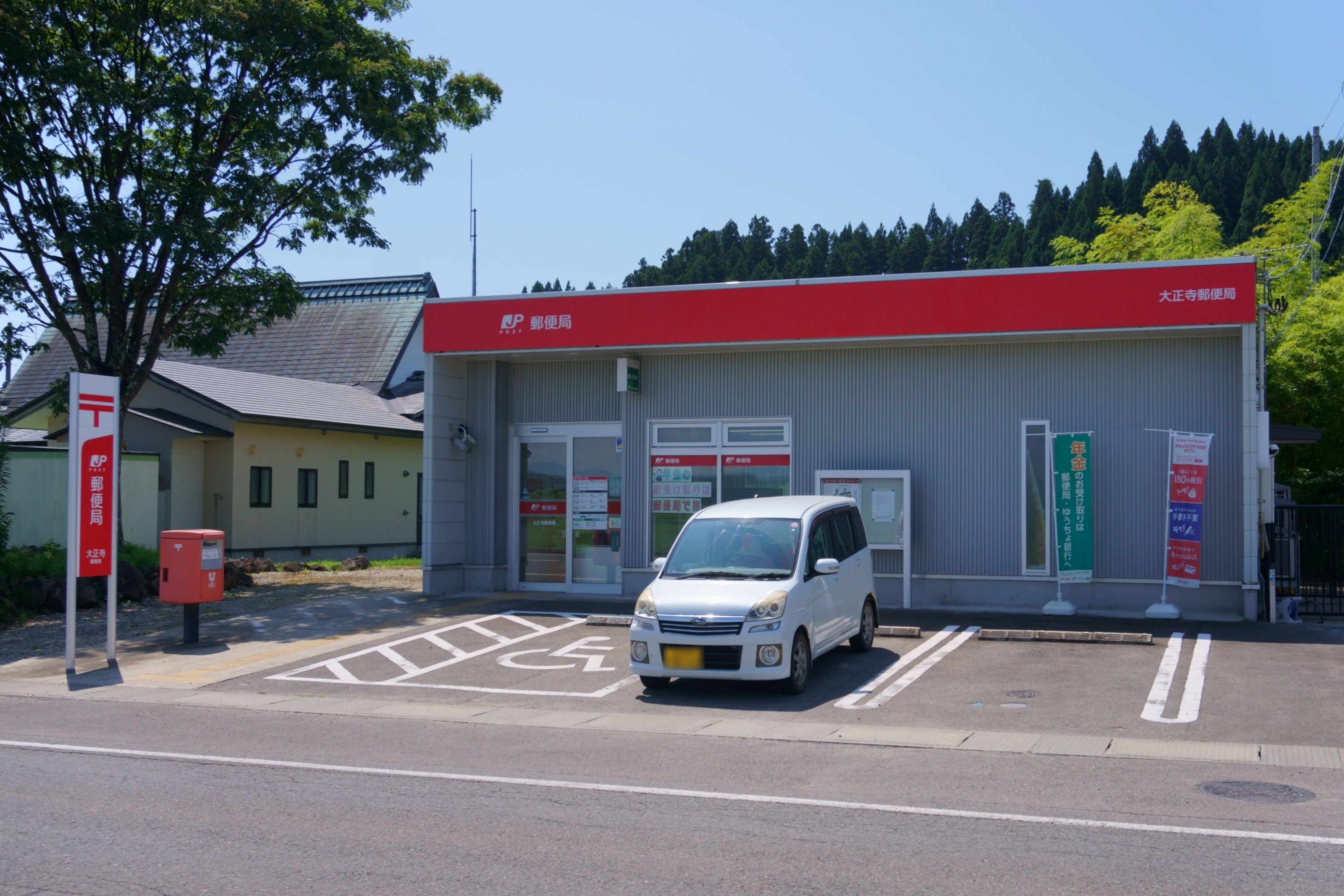
大正寺郵便局
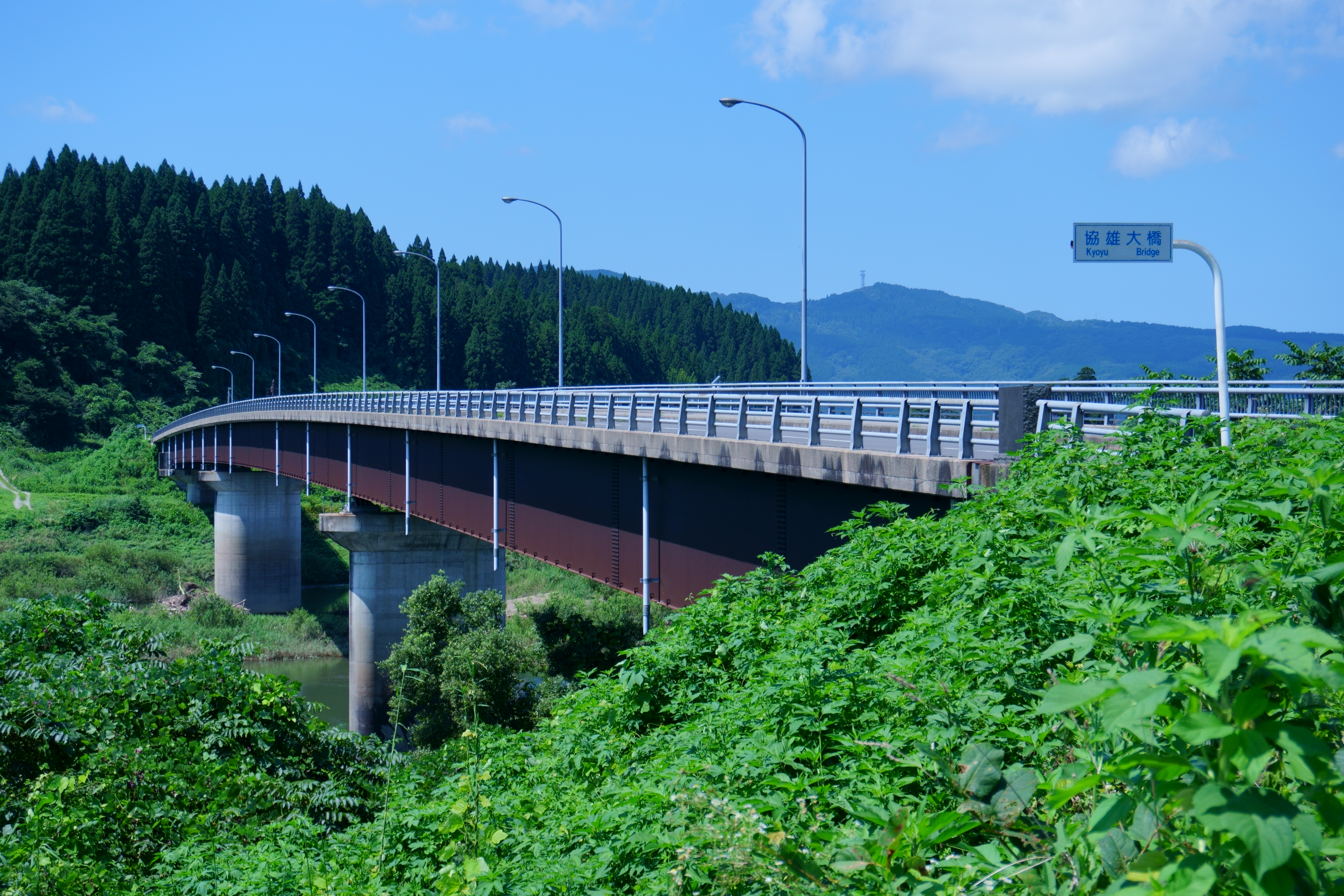
協雄大橋

## ギャラリー

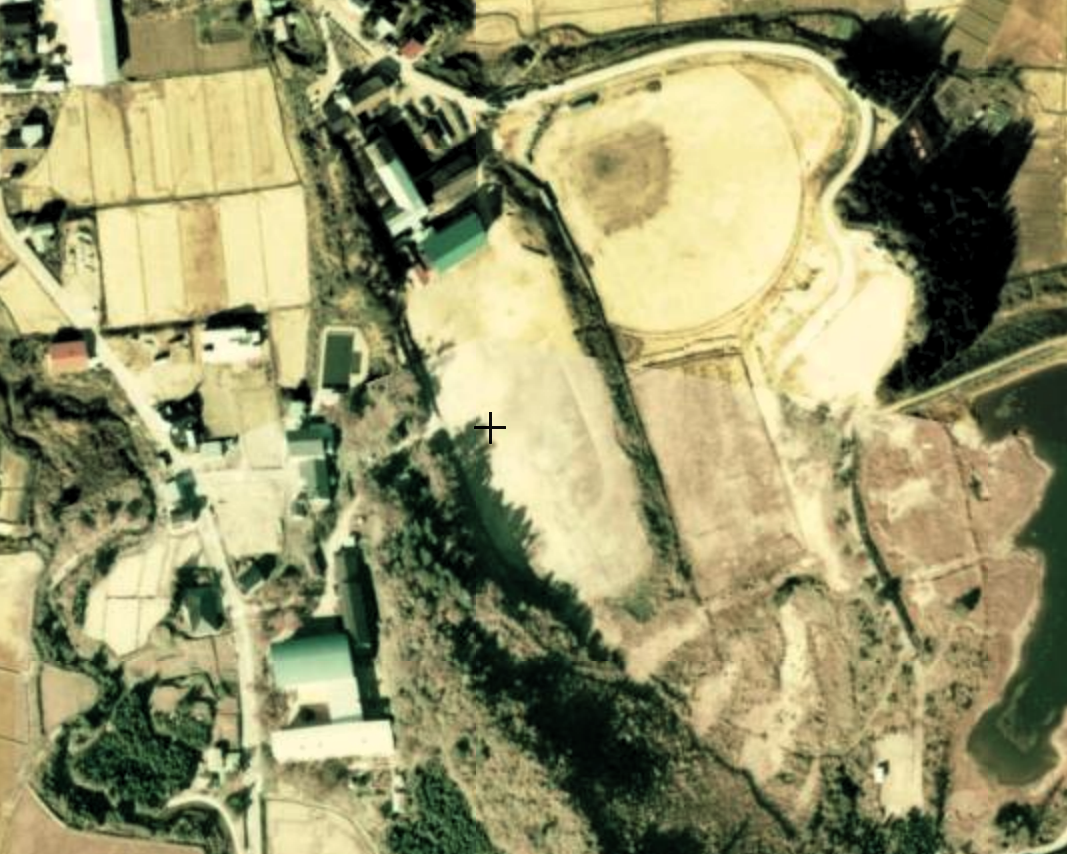
1970年代の雄和町立大正寺小学校
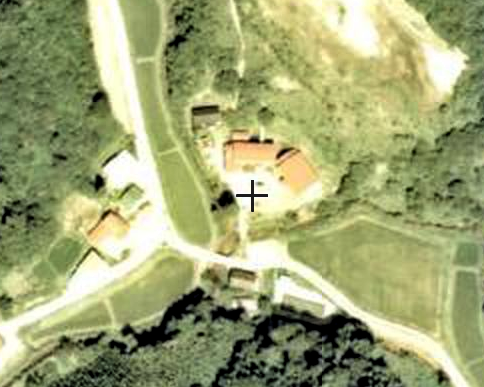
1970年代の雄和町立中ノ沢小学校